# Paillant
Paillant este o comună din arondismentul Miragoâne, departamentul Nippes, Haiti, cu o suprafață de 63,27 km2 și o populație de 15.762 locuitori (2009).